# Leptocentrus albolineatus
Leptocentrus albolineatus är en insektsart som beskrevs av William D. Funkhouser 1937. Leptocentrus albolineatus ingår i släktet Leptocentrus och familjen hornstritar. Inga underarter finns listade i Catalogue of Life.